# تشارلز ميسور
تشارلز ميسور (بالإنجليزية: Charles Mesure)‏ هو ممثل نيوزلندي وأسترالي، ولد في 12 أغسطس 1970 في المملكة المتحدة.

## وصلات خارجية
- تشارلز ميسور على موقع IMDb (الإنجليزية)
- تشارلز ميسور على موقع أول موفي (الإنجليزية)
- تشارلز ميسور على موقع قاعدة بيانات الفيلم (الإنجليزية)